# Гагнідзе Костянтин Михайлович
Костянтин Михайлович Гагнідзе (нар. 1926 — пом. невідомо) — радянський грузинський футболіст, нападник.

## Життєпис
Виступав за тбіліські клуби «Локомотив» (1947-1948), «Динамо» (1949, 1951-1959), «Спартак» (1949). У чемпіонаті СРСР зіграв 185 матчів (плюс 2 анульованих), відзначився 37 голами. 15 квітня 1951 року забив чотири м'ячі у ворота московського «Торпедо» (7:1).
Срібний призер чемпіонатів СРСР 1951 та 1953.
Фіналіст Спартакіади народів СРСР 1956 року у складі збірної Грузинської РСР.